# CRIP1
La CRIP1 és una proteïna que es troba en gran quantitat a l'íntestí prim i a les cèl·lules del sistema immunitari. La Cysteine-Rich Intestinal Protein 1 està codificada pel gen CRIP1 i pertany a la família de proteïnes CRP, les quals contenen dominis LIM/double-zinc finger (LIM/doble dit de zinc).
La CRIP1 participa en el transport de zinc i nombrosos estudis han demostrat que és un factor de regulació transcripcional important durant el desenvolupament tumoral. Es troba al cromosoma 14, la seva posició concreta és: 14q32.33.
S'ha observat l'expressió de la proteïna CRIP1 en òrgans situats en diferents punts del cos. Concretament, CRIP1 s'expressa de manera més significativa a l'intestí prim, com ja s'havia esmentat, i també té una presència important al pulmó, als bronquis i a la pell. Malgrat que en l'actualitat encara es tracta d'una proteïna bastant desconeguda, se sap que la CRIP1 es pot trobar expressada en múltiples sistemes i òrgans del cos.

## Descoberta de la CRIP1

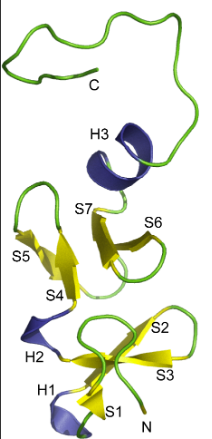
Observem les regions amb conformació de làmines beta antiparal·leles, les regions hèlix-alpha i la regió desestructurada terminal.

El 1994 es va aïllar un cADN del cor adult humà on el 89% dels marcs oberts de lectura eren similars als de la proteïna CRIP de ratolins. La proteïna deduïda, anomenada proteïna cardíaca rica en cisteína (CRHP), es un 97% idèntica a la proteïna CRIP de ratolí.
Mitjançant RT-PCR utilitzant ARN humà d'intestí prim i oligonuclòtids basats en el ADN complementari de CRHP (cysteine-rich heart protein), es va aconseguir clonar el cADN que codifica la proteïna CRIP.
En un primer estudi de la Universitat Xinesa de Hong Kong,es va assignar la localització del gen CRIP1 al cromosoma 7 (7q.11.23) mitjançant hibridació de cèl·lules somàtiques. No obstant això, per anàlisi de seqüència, es va localitzar CRIP prop de CRP2 i Mta-1, aproximadament 70 kb a la part inferior del locus pesat d'immunoglobulina (IGH) del cromosoma 12 de ratolí en una regió d'homologia amb el cromosoma 14 humà

## Estructura proteica

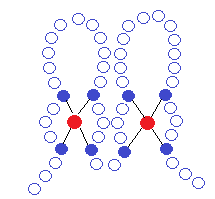
El domini LIM està format per dos dits de zinc i és ric en cisteïna. El zinc està representat a la imatge de color vermell i la cisteïna de color blau.

La CRIP1 pertany a la família de proteïnes LIM/double-zinc finger, que contenen com a característica distintiva un domini LIM. El domini LIM és un domini ric en cisteïna format per aproximadament 60 aminoàcids amb cisteïnes i histidina. Aquest domini conté dos motius de dits de zinc consecutius units per una regió hidrofòbica de dos aminoàcids. Alguns membres de la família de proteïnes LIM són la rhombotin-1, rhombotin-2 i rhombotin-3.
S'ha trobat una gran varietat de proteïnes que contenen el domini LIM i intervenen en diferents processos biològics; tenen un paper important en l'organització del citoesquelet, formació d'òrgans, oncogènesi i control de l'expressió dels gens. També faciliten la interacció proteïna-proteïna i poden actuar com a adaptadors per regular altres proteïnes que contenen el domini LIM. Les proteïnes CRIP són un grup elementals de la família de proteïnes LIM i estan presents en molts mamífers.
La seqüència de la proteïna CRIP1 està formada per 77 aminoàcids, el domini LIM ocupa de l'aminoàcid 2 fins al 63 i de la posició 62 a la 70 hi ha una regió rica en glicina.
Pel que fa a l'estructura secundària, la CRIP1 conté tres regions hèlix-alpha i set làmines beta antiparal·leles. També conté un bucle desestructurat al terminal C.

## Funcionalitat
Una de les principals funcions de la CRIP1 és l'absorció de zinc (Zn2+) i el seu transport intracel·lular; és doncs una proteïna citosòlica. Aquesta facultat d'incorporar zinc, li permetrà participar en altres processos dins la cèl·lula.
En primer lloc, el domini LIM li permet participar en la interacció entre proteïnes i unir-se a pèptids lligands. Aquesta propietat és molt important doncs en l'actualitat s'estan dissenyant pèptids molt afins a la CRIP1 al laboratori amb l'objectiu d'obtenir biomarcadors i avançar en la investigació del càncer.
Són molts els estudis que han relacionat la CRIP1 amb l'oncogènesi, doncs s'ha observat que aquesta proteïna està vinculada a molècules (com ara la STAT3, MAPK i Akt) implicades en múltiples processos cel·lulars. D'aquesta manera, la "cisteyne rich protein" és un factor regulador de la proliferació, supervivència, migració, diferenciació i de processos d'apoptosi i transcripció. Això explica la seva relació amb múltiples càncers, el pronòstic dels quals pot variar segons la quantitat de CRIP1 expressada.
També s'ha descobert en CRIP1 porcina que la proteïna té un paper immunològic, doncs s'ha observat que la proteïna s'activa davant la presència de patògens a l'intestí, tot regulant l'expressió de les citocines.

## Càncer i CRIP1

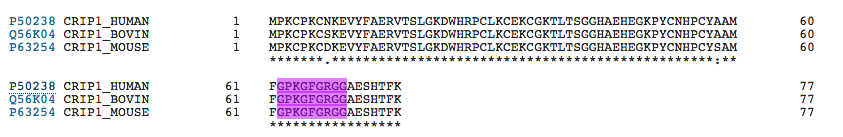
Alineament de la proteïna CRIP1 humana amb la bovina i la de ratolí realitzat amb Uniprot. Subratllat en violeta es pot identificar la regió rica en glicina.

La CRIP1 s'ha identificat com un biomarcador en diferents càncers humans, en concret càncer de mama, càncer cervical, càncer de pàncrees, osteosarcoma, càncer gàstric, càncer colorectal, càncer de tiroide i altres tipus de càncers. En diversos estudis, s'ha demostrat que la proteïna CRIP1 està sobreexpressada en teixits tumorals. La seva funció en aquests teixits encara és objecte d'estudi, però sí que s'ha pogut establir una relació entre el pronòstic del pacient i l'expressió de CRIP1 en els teixits cancerosos, ara bé, no hi ha consens sobre l'efecte que té sobre cadascun dels càncers.
Pel que fa al càncer de mama, s'ha comprovat que els casos amb expressió de CRIP1 presenten un millor pronòstic que els que tenen absència de la proteïna en les anàlisis. El mateix s'esdevé en osteosarcoma, ja que està demostrat que la presència de CRIP1 està relacionada amb una evolució del càncer més favorable i una disminució de la possibilitat de metàstasi.
Per contra, en el càncer gàstric una alta expressió de la proteïna en el teixit es relaciona amb un mal pronòstic. Aquest fet es justifica per la funció que tenen les cèl·lules immunitàries en el desenvolupament del càncer; les cèl·lules immunes són reclutades pels tumors amb l'objectiu d'explotar les seus efectes en angiogènesi i metàstasi, per això es diu que el sistema immunitari és determinant en la gènesi de tumors epitelials. En altres càncers, com el de tiroide, de cervical i colorectal, entre d'altres, una alta concentració de CRIP1 també pot significar un mal desenvolupament de la malaltia, de manera que el gen CRIP1 es considera un oncogen. En el càncer colorectal s'ha demostrat que silenciar CRIP1 inhibeix la migració i invasió del càncer cap a altres teixits.
.